# 李成辉
李成辉（1968年1月—），男，汉族，甘肃平凉人，中华人民共和国政治人物，中共党员，在职大学学历，曾任中共哈密市委书记。

## 生平
曾历任玛纳斯县副县长，昌吉市常务副市长，吉木萨尔县县长，阜康市委书记，2015年4月任昌吉市委书记，2016年2月升任昌吉州党委常委兼任昌吉市委书记。2017年2月任新疆维吾尔自治区公安厅副厅长，2017年11月，兼任新疆维吾尔自治区公安厅政治部主任。2018年6月任喀什地委副书记兼任政法委副书记。2018年11月任哈密市委书记。

### 主动投案
2022年5月16日，李成辉涉嫌严重违纪违法，主动投案，接受新疆维吾尔自治区纪委监委调查。 